# Elia Astorini
(Girolamo Tiraboschi, Storia della letteratura italiana, volume XIV, tomo VIII)
Elia Astorini, (o Astorino), al secolo Tommaso Antonio Astorini (Albidona, 5 gennaio 1651 – Terranova da Sibari, 4 aprile 1702), è stato un medico, filosofo, matematico, religioso, giureconsulto, astronomo e letterato italiano.

## Biografia

### Il luogo di nascita: Albidona o Cirò
Il suo luogo di nascita resta ancora oggi un grande interrogativo; il Napoli Signorelli nelle sue Vicende della Coltura nelle Due Sicilie o sia storia ragionata (1786), il Tiraboschi nella Storia della letteratura italiana (1833), il Morelli di Gregorio e il Panvini nella Biografia degli uomini illustri del Regno di Napoli (1825) e altri attestano Albidona come paese di nascita del letterato, mentre altri considerano i paesi di Cirò o di Cerenzia. Niccola Falcone nella sua Biblioteca storica topografica delle Calabrie (1846) ritiene deboli "gli argomenti esposti da un ingegnoso giovane di Cirò [...] il quale [...] volle onorare la sua patria della nascita dell'Astorino".

Così afferma anche l'abate Giacinto Gimma, suo più grande biografo, che conobbe l'Astorini a Bari e rimase illuminato dalla sua dottrina e dal suo sapere. Lo stesso lo ricorda nato, appunto, ad Albidona, e questa rappresenta una delle tesi che mostrano più veridicità, considerando il fatto che fu l'unico di tutti gli autori che ne parlarono, a conoscerlo e frequentarlo personalmente negli anni della sua permanenza a Bari.
(Girolamo Tiraboschi, Storia della letteratura italiana, volume XIV, tomo VIII)
(Niccolò Morelli, Biografia degli uomini illustri del Regno di Napoli, 1826)
(Pietro Napoli-Signorelli, Vicende della coltura nelle due Sicilie, tomo V, 1812)
(Annibale di Niscia, Storia civile e letteraria del Regno di Napoli, volume I, 1846)

### Vita e opere
Attestandosi ai testi suddetti, Elia Astorini nacque nel 1651 a Albidona, dove studiò con il padre Diego, medico in loco, la grammatica, la retorica e la lingua greca. All'età di 16 anni si trasferì a Cosenza per completare gli studi e poi a Napoli per apprendere gli studi di filosofia, e di teologia a Roma, dove fu insignito dalla corte papale del compito di scrivere alcuni annali. In questo periodo pubblicò il trattato De vitali aeconomia foetus in utero (1686) e poi pubblicò alcune opere di matematica e geometria, come gli Elementa Euclidis ad usum...nova methodo et compendiare olim demonstrata e un Decamerone pitagorico. Dopo alcuni anni lasciò l'Italia per raggiungere la Svizzera e la Germania, ma in quei territori, come la città di Groninga, riscontrò una notevole influenza religiosa protestante e poiché "il conversar co' i teologi protestanti gli fece conoscere chiaramente che fuor dalla Chiesa cattolica non v'era unità di fede" (Storia della letteratura italiana, Tiraboschi, 1812), decise di tornare in patria. Trascorse gli ultimi anni della sua vita in un convento di Terranova, feudo del paese di Tarsia, dove morì nel 1702 all'età di 51 anni.